# Steinbergtunnel
Der Steinbergtunnel ist der südlichste der 66 Eisenbahntunnel der Schnellfahrstrecke Hannover–Würzburg. Die 579 Meter lange Röhre unterquert den Würzburger Stein, einen Kalksteinfelsen, und trägt daher seinen Namen.
Das Südportal des Tunnels erhielt eine besondere Gestaltung. Aus mehreren vorgeschlagenen Varianten wählten Stadt und Bahn eine Verkleidung aus hellem Kalkstein aus.

## Verlauf

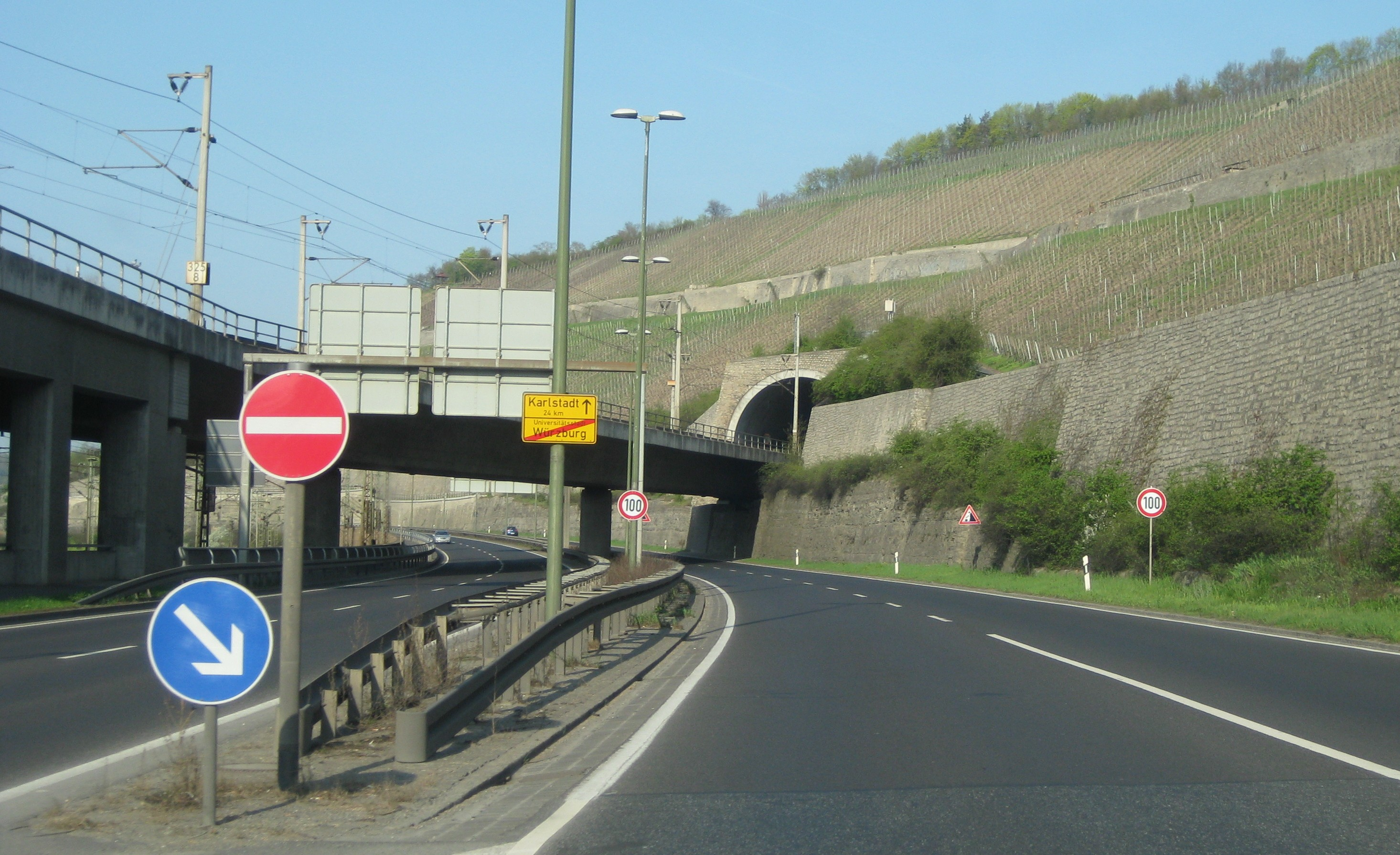
Südportal des Tunnels von der B 27 aus gesehen

Im Tunnel erreicht die in Nord-Süd-Richtung nach Würzburg einführende Neubaustrecke den in Ost-West-Richtung verlaufenden Hauptbahnhof Würzburg in einer durchgehenden Kurve.
Die Trasse beschreibt dabei in südlicher Richtung eine Linkskurve von 1.602 Meter Radius. Die Gradiente steigt Richtung Süden mit 1,7 Promille an. Aufgrund zahlreicher Zwangspunkte konnte der Regel-Bogenradius von 7.000 Meter für die Neubaustrecke in diesem Bereich nicht eingehalten werden. Der Tunnel kann mit 160 km/h befahren werden.
An das Südostportal des Tunnels schließt sich eine 576 Meter lange Rampe an, die in den Würzburger Hauptbahnhof einführt; auf der Rampe fällt die Strecke mit durchgehend 12,5 Promille ab. Nordöstlich schließt sich nach der Dürrbachtalbrücke der 2,2 Kilometer lange Roßbergtunnel an.
Die Röhre liegt durchgehend über dem Grundwasser.

## Geschichte

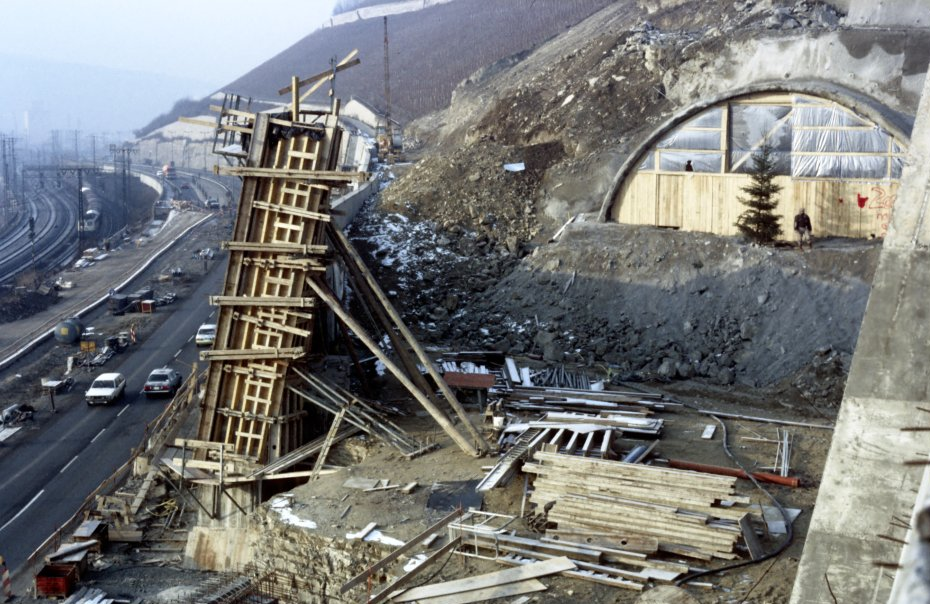
Das Südportal in der frühen Bauphase (Januar 1986)

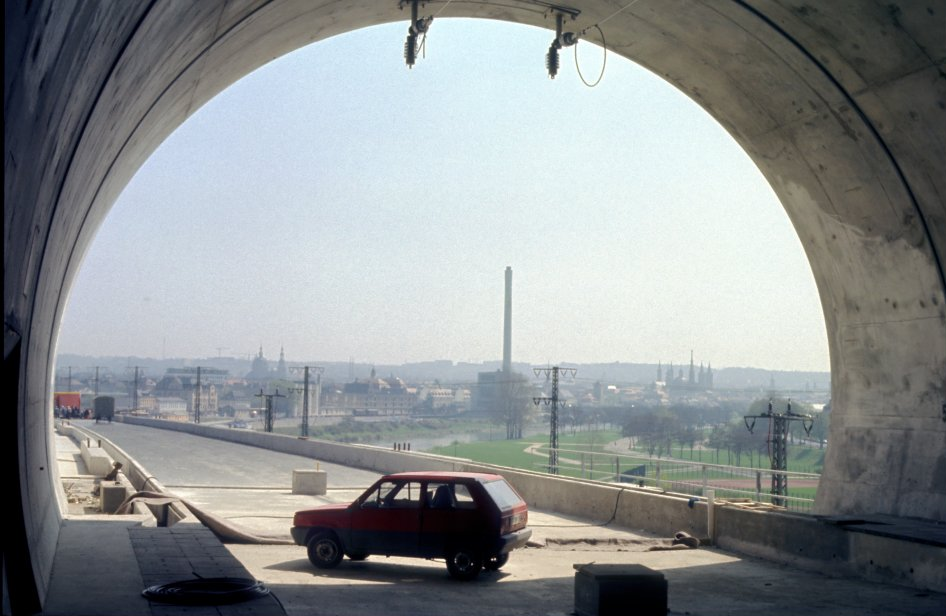
Das Südportal im Rohbau fertiggestellt (April 1987)

### Planung
Ab Mitte der 1970er Jahre regte sich in Würzburg massiver Widerstand gegen die Pläne der damaligen Bundesbahn, die bekannte Weinlage, die u. a. von Goethe gerühmt wurde, zu untertunneln. Diskutiert wurde unter anderem eine Tunnelvariante, die noch im Würzburger Hauptbahnhof begonnen hätte und erst nach 11,2 Streckenkilometern wieder an die Oberfläche gekommen wäre.
Die Stadt Würzburg brachte eine Reihe von gestalterischen Forderungen in die Diskussion ein, insbesondere der Gestaltung des Tunnelportals, der Stützmauern und von Schallschutzmaßnahmen. Mehrere Klagen von Grundstücksbesitzern vor dem Verwaltungsgericht Würzburg wegen befürchteter Lärmbelastungen oder der störenden Wirkung des anschließenden Brückenbauwerks waren erfolglos geblieben. Gutachter widerlegten nach Probebohrungen Befürchtungen, die mit einer Fläche von 100 Hektar größte zusammenhänge Rebanlage der Bundesrepublik hätte Schaden nehmen können.
Der Planfeststellungsbeschluss für die an den Tunnel anschließende Einführung der Neubaustrecke in den Hauptbahnhof Würzburg wurde im März 1984 erlassen. Mit dem Planfeststellungsbeschluss für den Steinbergtunnel (einschließlich des Streckenabschnitts zur Maintalbrücke) wurde dabei noch in der ersten Jahreshälfte 1984 gerechnet.
In den späten 1970er Jahren war ein minimaler Kurvenradius von 1.500 Meter geplant gewesen. Dies entsprach dem Geschwindigkeits-Weg-Profil der schnellsten im Bahnhof anfahrenden Züge. Die geplante Länge lag Ende 1977 bei 530 Meter, wobei die Röhre in südlicher Richtung von drei in 12,5 Promille Gefälle übergehen sollte. Noch Ende 1983 war eine Länge von 753 Meter geplant gewesen.

### Bau
Beauftragt wurde die Arbeitsgemeinschaft Roßbergtunnel-/Steinbergtunnel aus sechs Unternehmen unter der technischen Führung der österreichischen Firma Monierbau. Der Auftrag war Mitte 1985 vergeben.
Am 4. September 1985 wurde der Tunnel von Margarete Jaumann, Ehefrau des damaligen bayerischen Wirtschaftsministers Anton Jaumann, feierlich angeschlagen. Zu diesem Zeitpunkt waren die Bagger bereits rund 70 Meter in den Berg vorgedrungen. Der Durchschlag der zu diesem Zeitpunkt mit 581 Meter Länge geplanten Röhre war für Jahresende geplant. Es war der letzte Tunnelanstich im Südabschnitt der Strecke, der 1988 in Betrieb genommen wurde.
Die Röhre wurde am 4. Dezember 1985 durchgeschlagen.

## Technik
Im Tunnel stehen zwei Hauptsignale in nördlicher Richtung.